# Pleurobrachia
Genre
Position phylogénétique
- Opisthocontes
  - Choano-organismes
    - Choanoflagellés
    - Métazoaires
      - Porifera
        - Éponges hexactinellides
        - Démosponges
        - Éponges calcaires

      - Epithéliozoaires
        - Homoscléromorphes
        - Placozoaires
        - Eumétazoaires
          - Cténophores
          - Cnidaires
          - Bilatériens
            - Orthonectides
            - Deutérostomiens
              - Chordés
              - Xénambulacraires
                - Ambulacraires
                - Xénacoelomorphes

            - Protostomiens
              - Chétognathes ?
              - Lophotrochozoaires

              - Ecdysozoaires
                - Panarthropodes
                - Nématozoaires
                - Scalidophores

Pleurobrachia est un genre de cténophores ou « cténaires » de la classe des Tentaculata. Au vu leur forme, on leur attribue généralement le nom vernaculaire de « groseilles de mer » ("sea gooseberry" en anglais, "gooseberry" désignant la groseille à maquereau), comme à certaines espèces du genre Hormiphora. Elles sont classées dans le « plancton gélatineux ».
Dans certaines conditions, la groseille de mer peut pulluler et atteindre des populations à biomasse et densité telles qu'elles peuvent colmater les filets des pêcheurs et parfois – ce qui serait un « phénomène nouveau et ponctuel » – colmater les grilles de filtration de prises d'eau de centrales nucléaires, (ex : centrale nucléaire de Gravelines par exemple) ; d'autres sont très rares et seulement connues des scientifiques  par quelques spécimens trouvés au hasard de l'exploration des océans.

## Description
Ce sont de petits animaux ovales, carnivores, dont la mobilité est assurée par 8 rangées (peignes) de cils vibratiles (voir photo).

## Habitat, répartition
Ils sont présents aussi bien le long des côtes de l’océan Atlantique que de l’océan Pacifique. 

## Espèce invasive
On comprend encore mal les conditions (anthropiques et/ou naturelles ?) de leur pullulation, mais leur capacité à pulluler leur confère un caractère invasif et dangereux quand elles sont introduites hors de leur milieu. Ainsi, des groseilles de mer, embarquées clandestinement dans les eaux de ballast d'un navire parti de la côte des Amériques pour rejoindre la mer Noire, ont envahi celle-ci et la mer d'Azov et en ont dévasté les ressources.

## Systématique
Pleurobrachia comprend les espèces suivantes:
- Pleurobrachia arctica Wagner, 1885
- Pleurobrachia australis (Benham, 1907)
- Pleurobrachia bachei L. Agassiz, 1860
- Pleurobrachia brunnea Mayer, 1912
- Pleurobrachia dimidiata Eschscholtz, 1829
- Pleurobrachia globosa Moser
- Pleurobrachia pigmentata Moser, 1903
- Pleurobrachia pileus (Müller, 1776)
- Pleurobrachia rhododactyla L. Agassiz, 1860
- Pleurobrachia rhodopis Chun, 1880
- Pleurobrachia striata Moser